# Димитрије Големовић
Димитрије Големовић (Београд, 3. април 1954) српски је етномузиколог и композитор, професор универзитета.

## Биографија
Студирао је на Музичкој академији (Факултету музичке уметности) у Београду на одсецима за етномузикологију, композицију и соло певање. Магистрирао је и докторирао из области етномузикологије (Народна музика Подриња, 1987). Од 1979. до 2019. професор је на Факултету музичке уметности; дугогодишњи је шеф Катедре за етномузикологију и гостујући професор на Музичкој академији у Бањој Луци.
Големовић своја научна истраживања у музикологији темељи на теренском раду. Обишао је више од шест стотина села на територијама Србије, Босне и Херцеговине, Црне Горе и Македоније и сакупио на хиљаде народних мелодија.
Аутор је низа научних радова (преко 100) и четрнаест књига из области етномузикологије; приредио је две грамофонске плоче, девет  компакт дискова, а аутор је и две документарне телевизијске серије за децу. Учесник је бројних научних скупова у земљи и иностранству, а гостовао је као предавач у Грчкој, Аустрији и САД.
Аутор је романа Огњен (2009). књиге прича за децу Тијани за лаку ноћ (2010), књиге изрека Бесан во и глисте у купусу (2023), те књиге са пет драмских комада за децу Плетено од снова (2024).
У композиторском раду највише је окренут вокалној музици инспирисаној фолклором (преко 40 хорова), али се огледао и у крупним формама: ораторијуму, кантати и опери, које је написао на сопствени либрето.
Члан је Удружења композитора Србије.

## Опус

### Композиције (избор)
- Циганске песме, за сопран и клавир (1992)
- Песме завичајне, за сопран и гудачки оркестар (1995)
- Божанствена литургија пређеосвећених дарова, за тенор, баритон и мешовити хор (1998)
- Хирамов завет, ораторијум за солисте хор и оркестар (на сопствени либрето) (2004)
- С нами Бог, за баритон и мешовити хор (2007)
- Дечак који се ничег није бојао, опера у седам слика (на сопствени либрето) (2007)
- Дрино, водо, кантата за солисте, мешовити хор, гудачки оркестар и сет удараљки (2011)
- Банат, кореографска кантата за солисте, оркестар и играчки ансамбл (2014)
- У потрази за светлошћу, ораторијум за солисте, мешовити хор, чембало и гудаче (на сопствени либрето) (2017)
- Жабица луталица, опера за децу (на сопствени либрето) (2024)

### Објављене књиге и студије (избор)
- Народне песме и игре у околини Бујановца (1980)
- Народна музика (титово)ужичког краја (1990)
- Етномузиколошки огледи (1997)
- Народна музика Југославије (1998)
- Рефрен у народном певању (2000)
- Човек као музичко биће (2006)[3]
- Народни музичар Крстивоје Суботић (2009)
- Пјевање уз гусле (2010)
- Певање 'из вика' (2016)
- Свака птица својим гласом пева (2019)
- Власи: традиционална народна музика/Muzika Vlahilor djin lumje (2019)
- Певање из вика: методски практикум (у сарадњи са Сањом Радиновић) (2020)